# Grias multinervia
Grias multinervia là một loài thực vật linhin thuộc họ Lecythidaceae.
Loài này có ở Colombia và Ecuador.